# Приготуйте ваші носовички
«Приготуйте ваші носовички» (фр. Préparez vos mouchoirs) — французький фільм Бертрана Бліє. У фільмі знялися такі актори, як Жерар Депардьє та Патрік Девар.

## Сюжет
В основі фільму історія кохання Рауля (Жерар Депардьє) і його жінки Соланж. Коли Соланж захворіла, Рауль вирішив знайти для неї коханця, аби хоча б таким чином повернути її до життя. Рауль знаходить Стефана — незнайомця, який любить слухати Моцарта і любить порядок. Стефанові не вдається розважити Соланж, усі погоджуються, що єдине, що зможе її врятувати це дитина. Однак вона не може завагітніти від жодного з коханців і в розпачі йде працювати до літнього табору, де вона зустрічає Крістіана. Саме Крістіан, невинний 13-річний хлопець повертає її до життя.

## В ролях
- Жерар Депардьє …… Рауль
- Кароль Лор …… Соланж
- Патрік Девар …… Стефан
- Мішель Серро …… Сусід
- Елеонора Хірт …… Мадам Бельоель
- Ліліан Ровер …… Служниця Марта
- Рожер Ріфар…… Лікар
- Андре Торент …… Професор

## Нагороди
- Оскар, 1979 рік — найкращий фільм іноземною мовою
- Сезар, 1979 рік — за найкращу музику до фільму
- Золотий глобус, 1979 рік — номінація на найкращий іноземний фільм.